# 寄託 (日本法)
寄託（きたく）とは、当事者の一方（寄託者）がある物を保管することを相手方（受寄者）に委託し、相手方がこれを承諾することによって成立する契約。日本の民法では典型契約の一種とされ（民法657条）、商人がその営業の範囲内において寄託を受けた場合（商事寄託）については商法（商法593条以下）に特則が置かれている。簡単に言えば、「物を預ける」といったところであろうか。
- 日本の民法は、以下で条数のみ記載する。

## 概説

### 寄託の意義
民法に規定する寄託（民事寄託）は、当事者の一方（寄託者）がある物を保管することを相手方に委託し、相手方（受寄者）がこれを承諾することによって成立する契約である（657条）。寄託において目的物の所有者が寄託者である必要はない。
寄託は物を保管するために労務の提供がなされる点で他の契約類型とは異なる（通説）。コインロッカー、貸金庫、貸駐車場など物を保管するための場所を提供するにすぎない場合には、寄託ではなく場所の賃貸借契約ないし提供契約となる。他方、単に物の保管にとどまらず目的物の管理（改良・利用）や運営に及ぶ場合には寄託ではなく委任契約となる
寄託には委任類似の関係が認められるため、民法は寄託に委任の規定を準用する（665条）。
委任と寄託との区別は困難な場合もあり、そもそも寄託は物の保管を内容とする事務処理を委託するもので実質的には委任の一種にすぎないとみる学説もある。

### 寄託の性質
- 片務契約

寄託契約は原則として片務契約であり同時履行の抗弁権（533条）や危険負担（434条以下）の適用はない。特約があれば受寄者は保管料を受け取ることができ、この場合は双務契約かつ有償契約となる（後述の有償寄託となる）。
- 無償契約

寄託契約は原則として無償契約である（無償寄託という。665条・648条）。先述のように特約により受寄者が保管料を受け取る場合には有償契約となる（有償寄託という。665条・648条）、現実には有償寄託がほとんどであるとされる。なお、委任契約と同様に当事者の関係から有償寄託と推定される場合が少なくないとされる。
- 諾成契約（2020年4月1日以降）
  - 2017年改正の民法で物の交付を必要とする要物契約から合意のみで成立する諾成契約に変更された[9]（2017年5月26日、民法の一部を改正する法律（平成29年法律第44号）が成立し、同年6月2日に公布された。同改正により、2020年4月1日以降、寄託契約は諾成契約とされる）。書面によることも必要ではない[9]。
  - 改正前の657条では要物契約とされていた（旧657条の「それを受け取ることによって」の文言）。目的物の受け取りは引渡しによるが、占有改定（183条）については認められないとされていた[1]。改正前の657条では要物契約とされていたが、これはローマ法以来の沿革的な理由にすぎず、寄託の予約や諾成的寄託を結ぶことも認められていた（通説）[1][5][3]。また、要物契約は無償寄託の場合に限られ、有償寄託の場合には諾成契約となるとする有力説もあった[5]。
  - なお、2017年改正の民法で受寄者が寄託物を受け取るまでの解除権の規定を新設した（民法657条の2）[9]。
    - 寄託者は、受寄者が寄託物を受け取るまで、契約の解除をすることができる。この場合において、受寄者は、その契約の解除によって損害を受けたときは、寄託者に対し、その賠償を請求することができる（民法657条の2第1項）。
    - 無報酬の受寄者は、寄託物を受け取るまで、契約の解除をすることができる。ただし、書面による寄託については、この限りでない（民法657条の2第2項）。書面によらないことによる軽率な契約や紛争の防止のためである[9]。
    - 受寄者（無報酬で寄託を受けた場合にあっては、書面による寄託の受寄者に限る。）は、寄託物を受け取るべき時期を経過したにもかかわらず、寄託者が寄託物を引き渡さない場合において、相当の期間を定めてその引渡しの催告をし、その期間内に引渡しがないときは、契約の解除をすることができる（民法657条の2第3項）。保管場所を確保している受寄者の負担を考慮した規定である[9]。
    - 2017年の改正前にも寄託の予約や諾成的寄託が締結された後、寄託者において引渡前に物の保管の必要なくなり契約を解除する場合には、損害賠償は認められるとしても目的物の引渡しまで命じることは妥当でないとされていた[10]。

## 寄託の効力

### 受寄者の義務

#### 保管義務
受寄者は保管義務を負う。保管における注意義務の程度は有償寄託か無償寄託かにより異なる。
- 有償寄託（400条） - 善管注意義務
- 無償寄託（659条） - 自己の財産におけると同一の注意

ただし、商事寄託の場合には無償の場合であっても善管注意義務を負う（商法593条）。
- 使用・再寄託の制限
  - 受寄者が寄託物を使用するには寄託者の承諾を要する（658条第1項）。
  - 受寄者が寄託物を第三者に保管（再寄託・復寄託）させるには寄託者の承諾を要する（658条第2項）。再受寄者は、寄託者に対して、その権限の範囲内において、受寄者と同一の権利を有し、義務を負う（658条第3項）。2017年の民法改正前は復代理の規定（旧105条・107条2項）を準用していたが（旧658条2項）、受寄者の責任を選任・監督に限定することについて疑問視する見解があった[11]。

このほか保管に付随する義務として以下の義務を負う。
- 危険通知義務
  - 寄託物について権利を主張する第三者が受寄者に対して訴訟を提起し、又は差押え、仮差押え若しくは仮処分をしたときは、受寄者は、遅滞なくその事実を寄託者に通知しなければならない。ただし、寄託者が既にこれを知っているときは、この限りでない（660条1項）。2017年改正の民法でただし書を追加した。
  - 第三者が寄託物について権利を主張する場合であっても、受寄者は、寄託者の指図がない限り、寄託者に対しその寄託物を返還しなければならない。ただし、受寄者が前項の通知をした場合又は同項ただし書の規定によりその通知を要しない場合において、その寄託物をその第三者に引き渡すべき旨を命ずる確定判決（確定判決と同一の効力を有するものを含む。）があったときであって、その第三者にその寄託物を引き渡したときは、この限りでない（660条2項）。2017年改正の民法で新設された規定である。
  - 受寄者は、前項の規定により寄託者に対して寄託物を返還しなければならない場合には、寄託者にその寄託物を引き渡したことによって第三者に損害が生じたときであっても、その賠償の責任を負わない（660条3項）。2017年改正の民法で新設された規定である。
- 受取物等引渡義務

受寄者は寄託に当たって受け取った金銭その他の物を寄託者に引き渡さなければならない（665条・646条1項前段）。収取した果実も同様に引き渡されなければならない（665条・646条1項後段）。
なお、金銭を消費した場合の責任につき665条により647条の準用がある。
- 取得権利移転義務

受寄者は寄託者のために自己の名で取得した権利を寄託者に移転しなければならない（665条・646条2項）。

#### 目的物返還義務
返還時期を定めなかった場合には寄託者はいつでも返還請求できる。ただし、消費寄託契約において、返還時期を定めた場合は、寄託者はその時期まで受寄者に対して返還請求をすることができない（666条の反対解釈）。寄託物の返還は原則として寄託物の保管場所でしなければならないが、受寄者が正当な事由によって寄託物の保管場所を変更したときは、その現在の場所で返還をすることができる（664条）。
寄託物の一部滅失又は損傷によって生じた損害の賠償及び受寄者が支出した費用の償還は、寄託者が返還を受けた時から1年以内に請求しなければならない（664条の2第1項）。この損害賠償の請求権については、寄託者が返還を受けた時から1年を経過するまでの間は、時効は、完成しない（664条の2第2項）。寄託物の返還後に寄託者の損害賠償請求等がされる場合には一部滅失等が受寄者の保管中に生じたものか否かについて争いが生じやすく、寄託者の保管中に寄託者の損害賠償請求権の消滅時効が完成するのは不合理とされ、2017年改正の民法で新設された。
なお、契約上の返還請求権が時効により消滅しても、所有権に基づく返還請求権が認められる（通説・判例。判例として大判大11・8・21民集1巻493頁）。

### 寄託者の義務

#### 委任の規定の準用
- 費用前払義務

寄託について費用を要するときは、寄託者は受寄者の請求により、その前払いをしなければならない（665条・649条）。
- 立替費用償還義務

受寄者は寄託に必要と認められる費用を支出したときは、寄託者に対して費用及び支出の日以後におけるその利息の償還を請求することができる（665条・650条1項）。
- 債務の代弁済義務・担保供与義務

受寄者は寄託に必要と認められる債務を負担したときは、寄託者に対し自己に代わってその弁済をすることを請求することができる（665条・650条2項前段）。債務が弁済期にない場合には担保供与義務も認められる（665条・650条2項後段）。
- 報酬支払義務

報酬支払義務は報酬の特約がある有償寄託のみに認められる（665条・648条1項）。ただし、商人が他人のために寄託をしたときは常に報酬請求権が認められる（商法512条。#商事寄託を参照）。報酬は後払いを原則とするが、期間によって報酬を定めたときは624条第2項の規定が準用される（665条・648条2項）。寄託が受寄者の責めに帰することができない事由によって履行の中途で終了したときは、受寄者は既にした履行の割合に応じて報酬を請求することができる（665条・648条3項）。
なお、寄託における損害賠償義務については委任の規定は準用されず（665条参照）、後述の通り661条に定めがある。

#### 損害賠償義務
寄託者は、寄託物の性質又は瑕疵によって生じた損害を受寄者に賠償しなければならない （661条本文）。ただし、寄託者が過失なくその性質若しくは瑕疵を知らなかったとき、又は受寄者がこれを知っていたときは、この限りでない （661条但書）。
寄託者の損害賠償義務は寄託物の性質あるいは瑕疵による場合に限定されており、委任契約の受任者に比して損害賠償責任が限定されている。日本の民法は損害賠償義務については委任契約の規定を準用していないが、その理由は必ずしも明らかでないとされる。

## 寄託の終了

### 契約の終了
寄託は継続的契約であるため契約は告知によって終了する。無理由告知であり履行を催告する必要はなく662条・663条によって告知すれば足りる。このほか契約一般の終了原因（期間満了や目的物滅失など）によっても終了するが、委任とは異なり当事者死亡・破産・後見開始は終了原因ではない。

### 寄託物の返還の時期
寄託物の返還は先述の告知を前提とする。
- 寄託者による寄託物の返還請求
  - 契約に返還時期の定めがあるか否かにかかわらず、寄託者はいつでも目的物の返還を請求しうる（662条1項）。寄託者に保管の委託の必要がなくなった以上、寄託者の望まない寄託を強いるべきではないためとされる[19][17]。
  - 前項に規定する場合において、受寄者は、寄託者がその時期の前に返還を請求したことによって損害を受けたときは、寄託者に対し、その賠償を請求することができる（662条2項）。2項は2017年改正の民法で新設された規定である。
- 受寄者による寄託物の返還
  - 契約に寄託物の返還の時期を定めなかったときは、受寄者はいつでもその返還をすることができる（663条第1項）。
  - 契約に寄託物の返還の時期の定めがあるときは、受寄者は、やむを得ない事由がなければ、その期限前に返還をすることができない（663条第2項）。寄託者の寄託による利益が損なわれるためである[17]。

## 特殊の寄託

### 混合寄託
2017年の民法改正で実務でよく行われている受寄者が複数の寄託者から同一の種類・品質の物の寄託を受けて混合して保管し、後に同じ数量を返還する類型の寄託について混合寄託として新たな規定が新設された。目的物としては石油や穀物などが挙げられる。
- 複数の者が寄託した物の種類及び品質が同一である場合には、受寄者は、各寄託者の承諾を得たときに限り、これらを混合して保管することができる（665条の2第1項）。
- 前項の規定に基づき受寄者が複数の寄託者からの寄託物を混合して保管したときは、寄託者は、その寄託した物と同じ数量の物の返還を請求することができる（665条の2第2項）。
- 前項に規定する場合において、寄託物の一部が滅失したときは、寄託者は、混合して保管されている総寄託物に対するその寄託した物の割合に応じた数量の物の返還を請求することができる。この場合においては、損害賠償の請求を妨げない（665条の2第2項）。

2017年の民法改正前、複数の寄託者が同じ種類・品質の物を寄託し、それを混合する形で受寄者が保管し、契約で定められた返還時期に各寄託者が寄託した割合に応じて返還を受けることとした寄託は混蔵寄託と呼ばれていたものの民法に規定はなかった。混蔵寄託は寄託物の消費が予定されていない点で消費寄託とは性質が異なるとされていた。

### 消費寄託
受寄者が寄託物を消費することができることとされ、寄託者により寄託された物と同じ種類・品質・数量の物を受寄者が返還することとした寄託契約を消費寄託という（666条1項）。不規則寄託とも呼ばれる。
消費寄託の典型例として銀行預金（預金契約）があり、主に銀行取引約款や取引上の慣習、行政法規（出資の受入れ、預り金及び金利等の取締りに関する法律（出資法）等）によって規律されている。
2017年改正前の民法では、消費寄託には原則として消費貸借の規定が準用されるとし（旧666条1項）、消費寄託契約に返還の時期を定めなかった場合の返還時期については消費貸借の規定（旧591条1項）を準用せず寄託者はいつでも返還を請求することができるとしていた（旧666条2項）。しかし、消費寄託の場合、返還時期を定めたときでも寄託者はいつでも寄託物の返還を請求できるとするのが合理的であるなど、消費貸借の規定は寄託の性質にそぐわないといわれていた。
2017年改正の民法（2020年4月1日法律施行）では、消費寄託にも原則として寄託の規定が適用されることとなった。そして寄託物の担保責任について消費貸借の規定を準用すると改めた（666条2項）。さらに預金又は貯金に係る契約により金銭を寄託した場合（預貯金）については、受寄者による期限前の返還を可能にする規定が設けられた（666条3項）。

## 商法上の寄託

### 商事寄託
商事寄託については商法593条以下に条文がある。商事寄託は社会上重要な役割を果たしている。商人が他人のために寄託をしたときは報酬請求権が認められ有償寄託となる（商法512条）。
- 善管注意義務
商人がその営業の範囲内において寄託を受けたときは報酬を受けないときであっても善管注意義務を負う（商法593条）。その趣旨は商人の信用を高める点にある[25]。
- 寄託を受けた物品の滅失・毀損の責任
場屋の主人は、客より寄託を受けた物品の滅失または毀損について、その不可抗力によって生じたことを証明しなければ責任を免れることができない（商法594条1項）。
- 寄託されなかった物品の滅失・毀損の責任
場屋の主人は、客が特に寄託しなかった物品であっても場屋中に携帯した物品が場屋の主人・使用人の不注意によって滅失・毀損したときは場屋の主人は損害賠償の責任を負う（商法594条2項）。客の携帯品につき責任を負わない旨を告示したときであっても場屋の主人はこれらの責任を免れない（商法594条3項）。
- 高価品の滅失・毀損の責任
高価品については客がその種類・価額を場屋の主人に明示して寄託したのでなければ、場屋の主人は物品の滅失・毀損によって生じた損害賠償責任を負わない（商法595条）。

### 倉庫営業
他人のために物品を倉庫に保管する営業を倉庫営業という（商法第597条以下）。倉庫営業は実質的には有償寄託であり、沿革的には民事寄託とは別個に発達してきたもので、本来、民法の適用の余地はないとされる。ただ、実際には商法の倉庫営業に関する規定の多くは倉庫証券に関する規定であり、商法学では倉庫寄託契約も寄託の一種であるとして民法の寄託規定の適用があると解されている。なお、倉庫寄託契約が諾成契約か要物契約かという点については論争がある。